# هری رابینز هالدمن
هری رابینز هالدمن (به انگلیسی: H. R. Haldeman) (متولد ۲۷ اکتبر ۱۹۲۶ - درگذشته ۱۲ نوامبر ۱۹۹۳) تاجر و سیاست‌مدار مشهور آمریکائی بوده‌است. وی به مدت ۴ سال و در دوره ریاست جمهوری ریچارد نیکسون سمت ریاست کارکنان کاخ سفید را بر عهده داشت. او یکی از چهره‌های درگیر در رسوایی واترگیت بود.